# فريدريك إم. إليس
فريدريك إم. إليس (بالإنجليزية: Frederick M. Ellis)‏ هو لاعب كرة قاعدة أمريكي، ولد في 26 فبراير 1906 في نوروود في الولايات المتحدة، وتوفي في 19 يوليو 1967 في بورلينغتون في الولايات المتحدة.